# Concilio di Seleucia (359)
Il concilio di Seleucia fu una riunione di vescovi cristiani provenienti dalla parte orientale dell'Impero romano, convocato per volere dell'imperatore romano Costanzo II a Seleucia Tracheotis (moderna Turchia); insieme al contemporaneo concilio di Rimini, che riunì i vescovi della parte occidentale dell'Impero, il concilio di Seleucia avrebbe dovuto riconciliare la frattura in seno alla Chiesa che opponeva le posizioni nicene e quelle ariane sulla natura di Cristo. Il concilio di Seleucia si risolse con un nulla di fatto, evidenziando le differenze tra le due fazioni, ma Costanzo sfruttò l'accordo raggiunto nel concilio di Rimini per imporre una posizione mediata anche ai vescovi orientali.

## Antefatti
Nel 358 l'imperatore Costanzo II ordinò la convocazione di due concilii per dirimere i contrasti tra la posizione nicena e quella ariana: un concilio si sarebbe dovuto riunire a Rimini, e coinvolgere i vescovi d'Occidente, l'altro a Nicomedia, e adunare i vescovi di Oriente. Con questi due concilii Costanzo contava di risolvere la frattura che stava indebolendo la Chiesa da oltre trent'anni.
Il 24 agosto 359 però, pochi giorni prima dell'inizio del concilio, un terremoto colpì gravemente la città di Nicomedia, distruggendo al cattedrale e uccidendo il vescovo cittadino, Cecropio (alcune fonti non elencano altre vittime, altre sostengono che morirono Cecropio e un vescovo del Bosforo innominato, altre che furono uccisi 15 vescovi).
Fu quindi necessario rimandare il concilio e cambiarne la sede. Il vescovo Eudossio di Antiochia rifiutò la sede di Tarso, il suo avversario Basilio di Ancira pose il veto sulla sede imperiale di Nicea; alla fine si decise di convocarlo a Seleucia, in Isauria.

## Concilio
Finalmente fu possibile convocare il concilio il 27 settembre, alla presenza di 160 vescovi. La situazione apparve subito chiara, in quanto si crearono due fazioni in aperto contrasto, e i lavori proseguirono in maniera irregolare: i due partiti si riunirono separatamente e giunsero a posizioni inconciliabili.
Basilio di Ancira, Macedonio I di Costantinopoli e Patrofilo, ritardarono il loro arrivo al concilio, in quanto temevano che potesse deporli; anche Cirillo di Gerusalemme ed Eustazio di Sebaste ricevettero accuse non meglio specificate.
Il primo giorno, Acacio di Cesarea, Giorgio di Alessandria, Uranio di Tiro ed Eudossio di Antiochia, tra gli altri, dichiararono di voler risolvere le accuse contro questi vescovi, e di verificarne le credenziali, prima di votare su questioni teologiche. Giorgio di Laodicea, Sofronio di Pompeiopoli ed Eleusio di Cizico, tra gli altri, dichiararono di voler prima votare sulle questioni teologiche, e vinsero il primo voto procedurale.
Il secondo giorno, Giorgio di Laodicea aprì il concilio a Basilio e a tutti gli altri vescovi contestati della propria parte, ignorando le accuse, e chiuse il concilio ad Acacio di Cesarea e ai vescovi che si opponevano. Fu ri-affermato il Credo di Antiochia del 341, che dichiarava il Figlio di «sostanza simile al Padre».
Nei giorni successivi, allo scopo di raggiungere un accordo più ampio, Basilio e i vescovi contestati non parteciparono, mentre parteciparono Acacio e gli altri. Acacio propose un nuovo credo, con delle note che affermavano che il Figlio fosse «simile al Padre», un compromesso tra il credo di Nicea e il credo di Antiochia, condannando contemporaneamente l'Anomeianesimo.
Il risultato del concilio fu comunque una divisione. Basilio, Giorgio di Laodicea e la loro fazione deposero o scomunicarono i loro oppositori, tra cui Acacio, Giorgio di Alessandria, Unario, Teodulo di Chaeretapa, Teodosio di Filadeldia in Lidia, Evagrio di Mitilene, Leonzio di Tripoli, Eudossio di Antiochia, Asterio di Petra, Eusebio, Abgaro di Cirro, Basilico, Febo, Fidelis, Eutichio, Magno ed Eustazio, come pure uno di coloro che erano già stati sottoposti a giudizio, Patrofilo. Acacio e la sua fazione si appellarono contro questa decisione, come fecero gli Anomei.

## Conseguenze
Più tardi quello stesso anno, l'imperatore Costanzo II convocò un concilio a Costantinopoli per esaminare la decisione presa al concilio di Rimini e sanare la frattura emersa a Seleucia.

### Fonti primarie
- Filostorgio, citato in Fozio, Epitome della Storia ecclesiastica di Filostorgio. Filostorgio è di parte ariana, ma la sua opera è pervenuta tramite un'epitome di parte nicena.
- Socrate Scolastico, Storia ecclesiastica. Socrate è di parte nicena.
- Sozomeno, Storia ecclesiastica. Sozomeno è di parte nicena.

### Fonti secondarie
- Landon, Edward H.,  A manual of councils of the Holy Catholic church , Edimburgo J. Grant, 1909, pp. 41-44.
- Manlio Simonetti, La crisi ariana nel IV secolo, Institutum Patristicum Augustinianum, Roma 1975, pp. 314-325.